# 连句结构
在音乐中，连句结构 (英语: sentence structure)是指某一结构（经常是乐句或乐节）采用重复、模进、裁截和紧缩等手法进行交替发展。它的特点是：在某种结构呈示后，这个结构的模进或重复与紧缩或裁截相互交替出现多次，从而产生多次质与量的变化。同时结合特定的节奏、力度和速度等因素，使音乐获得更为紧张或更为松弛的不同发展。连句结构多出现在曲式最为活跃和最紧张的发展部，有时也出现在引子和结束的部分。
格里格《致春天》中间部的开始，其主题用四小节作最初陈述，之后进行了模进、裁截、重复、再模进和再裁截的发展手法，使之结构越来越紧凑，致使在第35小节出现变节拍效果（
拍）后降音乐推向高潮。可用小节数来表示：4+4+2+2+⅔+⅔+⅔……